# Relació intraespecífica
En biologia i especialment en ecologia, una  relació intraespecífica  és la interacció biològica en la qual els organismes que hi intervenen pertanyen a la mateixa espècie. Aquest és un tipus de relació que només passa en una població, com per exemple, en un rusc. A la colònia d'abelles hi ha divisió, la població és formada per la reina, els abellots i les obreres. Com més elevada sigui la densitat en una població major serà l'oportunitat de la relació intraespecífica, ja que hi ha més contactes entre els individus. La convivència entre individus de la mateixa espècie origina la competència intraespecífica , la qual s'accentua quan l'espai i l'aliment són limitats. Això obliga els organismes a competir per a aconseguir-ne. Aquesta situació actua com a procés selectiu en què els organismes més ben adaptats. sobreviuen. També hi ha la  competència interespecífica, que es registra entre diferents espècies.

## Tipus de relació intraespecífica
- Família: Per grau de parentiu. Tenen per objecte la reproducció i la cura de les cries. Està composta per: pare, mare i fills; pare, diverses mares i fills; mare i fills; només els fills. N'hi ha de diferents tipus: monògama, polígama, matriarcal i filial. Alguns exemples són: àguiles, voltors, llops, foques, cérvols, antílops i goril·les, ànecs, escorpins, amfibis i rèptils.

- Gregària: Per transport i locomoció amb una finalitat determinada: migració, cerca d'aliment, defensa, etc. Poden estar emparentats o no. Solen ser transitòries. Està composta per molts individus de la mateixa espècie. N'hi ha de diferents tipus: bancs de peixos, bandades d'aus, bandades d'insectes o ramats de mamífers. Alguns exemples en són les sardines, les tonyines i els seitons, els flamencs i els estornells, les llagostes, els búfals i els cavalls salvatges.

- Estatal: Per sobreviure, hi ha divisió del treball: uns són reproductors, altres obrers i altres defensors. Construeixen nius. Està composta per molts individus agrupats en diferents categories socials o castes. N'hi ha de diferents tipus: Societats d'insectes. Alguns exemples en són: abelles, vespes i formigues.

- Colonial: Per sobreviure. Està composta per molts individus units físicament entre si constituint un tot inseparable. N'hi ha de diferents tipus: Colònies homomorfisme. Si tots els individus són iguals, colònies heteromorfas: amb individus diferents per l'especialització en la seva funció. Alguns exemples són: Corals, celenterats (meduses).